# José Guillermo Puello Alfonso
José Guillermo Puello Alfonso (* 11. Februar 1987) ist ein dominikanischer Skirennläufer. Er startete hauptsächlich im Slalom.

## Karriere
Puello Alfonso gab sein internationales Renndebüt am 30. Januar 2018 bei einem FIS-Slalom in Les Gets. Ziel war eine Teilnahme an den Alpinen Skiweltmeisterschaften 2021 bzw. den Olympischen Winterspielen 2022, welche er jedoch aufgrund fehlender FIS-Punkte nicht erreichte.
2023 nahm er als erster dominikanischer Skirennläufer an einer Alpinen Skiweltmeisterschaft teil. Bei den Wettkämpfen in Courchevel bzw. Méribel schied er jedoch bereits im Qualifikationsrennen für den Slalom aus.

## Erfolge

### Weltmeisterschaften
- Courchevel/Méribel 2023: DNQ Slalom